# Sanatorium Schwarzeck

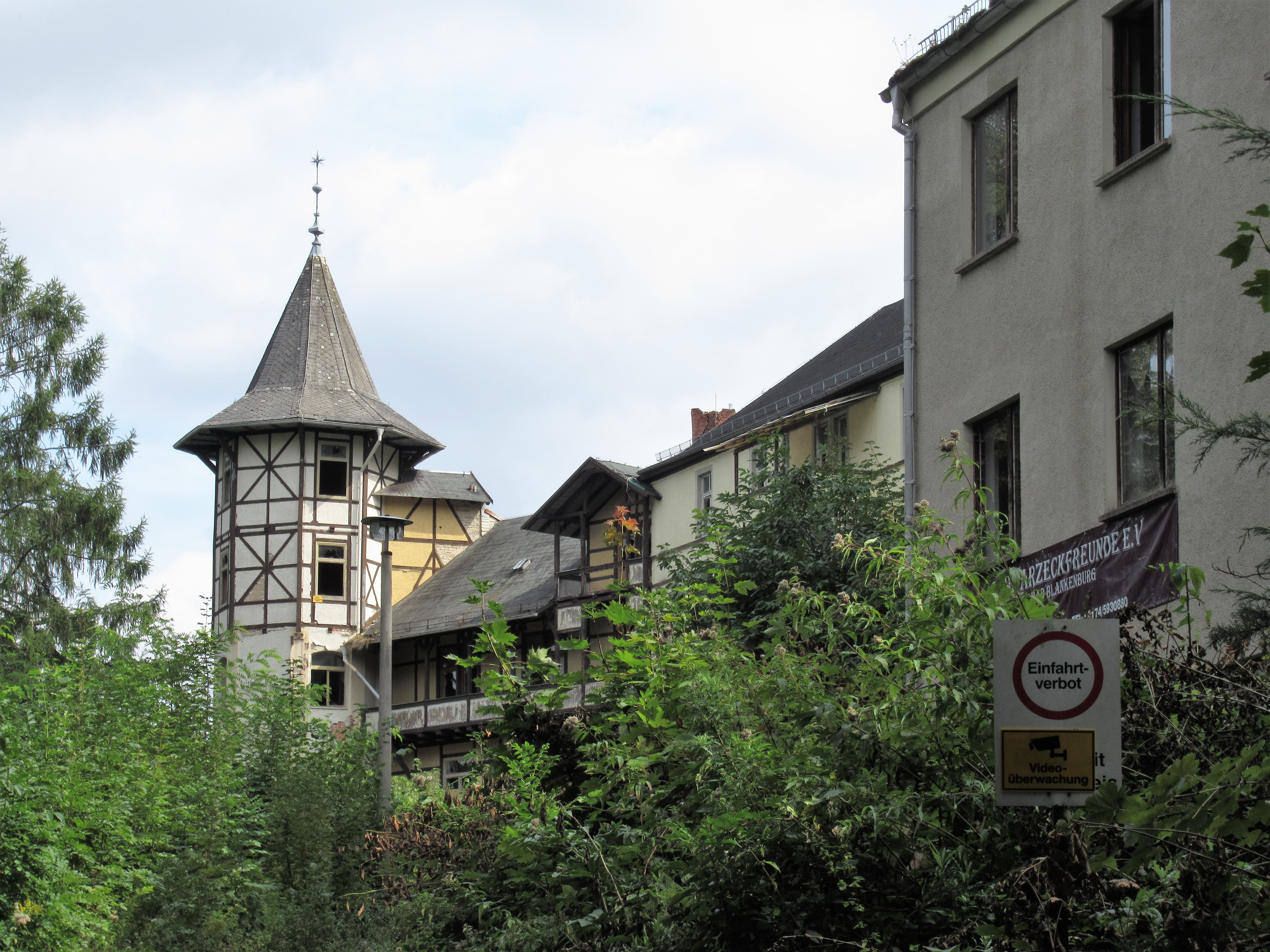
Sanatorium Schwarzeck

Das Sanatorium Schwarzeck ist ein ehemaliges Sanatorium am Fuß des Hainbergs in Bad Blankenburg, Thüringen, dem Tor zum Schwarzatal.

## Geschichte

### Sanatorium
Erstes Gebäude auf dem Areal der Liegenschaft war die 1872 erbaute Turmvilla „Berta“, die als land- und forstwirtschaftliche Anstalt („Klenganstalt“) zur Sammlung, Trocknung und zum Vertrieb von Waldbaumsamen fungierte.
Carl Hohenberg gründete 1893 eine Kur- und Wasserheilanstalt „Bad Schwarzeck“ in der Villa „Winternitz“ – einem von vier Gebäuden, die damals auf dem Schwarzeck-Areal standen.
Die Ärzte Paul Wiedeburg, ein Sanitätsrat, und Karl Schulze erwarben 1901 das ca. 50 ha große Anwesen und eröffneten eine „Kuranstalt mit physikalisch-diätetischen Heilweisen“, die seit 1903 als „Thüringer Waldsanatorium Schwarzeck“ firmierte. Die Zusammenarbeit der beiden Mediziner endete 1908 im Streit, und Wiedeburg leitete die Klinik allein weiter.
Bis 1909 entstanden nacheinander der fünfgeschossige Camburger Bau, das gewaltige Hauptgebäude, Saalgebäude und Schweizerhaus.
Durch An- und Ausbauten, die unter Leitung des renommierten Architekten Ernst Rossius-Rhyn durchgeführt wurden, konnte eine Kapazität von über 120 meist wohlhabenden Patienten bzw. Kurgästen erreicht werden.
Der Sanatoriumsgründer Paul Wiedeburg (1872–1935) war ein dem medizinischen Fortschritt stets aufgeschlossener Arzt und zugleich ein erfolgreicher Unternehmer. Gemeinsam mit erfahrenen und besonders ausgebildeten Kollegen hat er in „Schwarzeck“ ein breites Programm von Heilanzeigen erfolgreich angeboten (Diätkuren zur Behandlung innerer Krankheiten, Bäder, Fastenkuren, Kurzwellentherapie, Inhalationen, Infusionen, Psychotherapie, Hypnose u. a.). Paul Wiedeburg legte großen Wert darauf, dass in der Behandlung stets die Individualität jedes Patienten sorgfältig beachtet wurde. Neben seiner Tätigkeit als Betreiber der Kureinrichtung in „Schwarzeck“ war Paul Wiedeburg politisch sehr aktiv und vertrat als überzeugter Monarchist und Nationalist wesentlich konservative Positionen. In der Stadt engagierte er sich stark für das Kurwesen und den Fremdenverkehr. Schon Anfang des 20. Jh. war er Initiator von Protesten gegen drohende Umweltbelastungen. Sehr verdient gemacht hat sich Paul Wiedeburg um die Entwicklung der Sportbewegung im Ort, besonders um den Bau der Sportschule und der Stadthalle sowie die Modernisierung des Schwimmbades.

### Drittes Reich
Nach 1933 war es den zahlreichen jüdischen Stammgästen nicht mehr möglich, zur Kur zu kommen. Auch deshalb kam das Haus zunehmend in wirtschaftliche Schwierigkeiten. Nach dem Tode Wiedeburgs 1935 wurde das Sanatorium von Wiedeburgs Sohn 1937 an das Deutsche Reich – Reichsfiskus Luftfahrt verkauft, um zu einer Ingenieurtechnischen Schule der Luftwaffe umfunktioniert zu werden.
Nachdem der Sanatoriumsbetrieb endgültig eingestellt worden war, erreichte die Ingenieurtechnische Schule der Luftwaffe in „Schwarzeck“ im 2. Halbjahr 1940 ihre volle Ausbildungskapazität. So fanden Vorbereitungskurse für das Ingenieuroffiziersstudium an der Technischen Akademie der Luftwaffe Berlin-Gatow statt.
Stab, Casino, Unterrichtsräume und Unterkünfte sowie ein Musterungsstützpunkt für Luftwaffenrekruten befanden sich im bisherigen Sanatoriumsgebäude.
Technische Ausbildungswerkstätten waren in Baracken am Fuße des Hainberges eingerichtet worden. Motorflug wurde am Flugplatz Schwarza, Segelflug in Schwarza und am Singener Berg geübt.
Ab 1944 war „Schwarzeck“ auch Rehabilitationsklinik für verwundetes und dienstuntaugliches Luftwaffenpersonal.

### Nach dem Zweiten Weltkrieg
Nach Kriegsende wurde das Haus Schwarzeck in den Jahren 1946 und 1947 von der Sowjetischen Besatzungsmacht als Unterkunft für Umsiedler genutzt. 
Im Jahre 1947 wurde durch willkürliche Auslegung der Gesetze zur Bodenreform wurde die Immobilie „Schwarzeck“ dem Landesvorstand Thüringen der SED übereignet.
Die SED nutzte das Haus bis November 1989 als Parteischule Rosa Luxemburg. Zwischen 1948 und 1989 wirkten in „Schwarzeck“ verschiedene Parteischulen der SED, die von über 25.000 Lehrgangsteilnehmern durchlaufen wurde: 
- 1948 – 1951: Parteischule „Rosa Luxemburg“ des SED-Landesvorstandes Thüringen.
- 1952 – 1956: Sonderschule des Zentralkomitees der SED zur Ausbildung von Parteikadern der Kommunistischen Partei Deutschlands (KPD)
- 1956 – 1989: Parteischule „Rosa Luxemburg“ der Bezirksleitung Gera der SED

Die Großküche versorgte auch die Kindergärten der Stadt. 
In der Parteischulzeit ist die Bausubstanz um ein Internatsgebäude und ein Bettenhaus erweitert worden. Trotz unzureichender Investitionen konnte der Werteverfall des Altbaukomplexes in Grenzen gehalten werden.

### Nach der Wende
Die Hotel Schwarzeck GmbH sollte den Betrieb als Hotel und Standort von Restaurants sichern. Es erfolgten letztmals größere Investitionen, um das Objekt zu modernisieren und zu einem Hotel-, Gaststätten- und Dienstleistungsbetrieb umzugestalten. In diese Zeit fielen jedoch auch Aktionen kultureller Barbarei, wie z. B. die Liquidierung einer ansehnlichen Bibliothek und die Entwendung anderer Einrichtungsgegenstände. Die Betreibergesellschaft ging kurze Zeit später pleite. Die PDS verzichtete in einem Vergleichsvertrag vom 18. Juli 1995 auf die Immobilie. 1995 ging die GmbH in die Insolvenz.  
Die städtische Wohnungsbaugesellschaft Bad Blankenburg kaufte am 1. Februar 1997 die komplette Liegenschaft von der Treuhand. Von 2000 bis zum März 2003 diente das Schwarzeck als Ausweichquartier der Sportschule. Die Klinikbetrieb Störtal GmbH erwarb das Objekt im Jahre 2003.  
In Regie der Stadt Bad Blankenburg, die das Objekt von der Treuhand für 2,7 Millionen DM gekauft hat, wirtschaftete danach eine „Hotel Bad Blankenburg in Schwarzeck GmbH“ noch einige Zeit defizitär weiter, um schließlich aufzugeben. Die Suche nach einem potenten Investor verlief erfolglos.
Zwischen 2000 und 2003 wurde das Objekt während der Sanierung der Landessportschule als Ausweichquartier genutzt. Seit 2004 steht das Objekt leer und verfällt. Besonders während des Leerstandes ab 2004 haben Diebstähle, Brandstiftungen und Vandalismus den Verfall des „Schwarzeck“ immer mehr beschleunigt. Der Sanierungsbedarf wird auf ca. 20 Millionen € geschätzt.